# Normalleistung (REFA)
Unter Normalleistung versteht man im Arbeitsstudium eine normalisierte Bezugsleistung, die für Vorgabezeiten, beispielsweise zur leistungsbezogenen Entlohnung (Prämien- oder Akkordlohn), herangezogen wird.

## Allgemeines
Arbeitskräfte arbeiten aufgrund ihres Wissens, ihrer Arbeitsmotivation, ihrer Routine sowie ihrer physischen Fähigkeiten und Fertigkeiten (Geschicklichkeit) unterschiedlich schnell. Um eine Referenz herzustellen, werden daher gemessene oder durch andere Methoden ermittelte Vorgabezeiten auf eine Arbeitsleistung bezogen, die als Normalleistung bezeichnet wird. Die im deutschsprachigen Raum häufigste Definition ist die des REFA-Verbandes:

„Unter REFA-Normalleistung wird eine Bewegungsausführung verstanden, die dem Beobachter hinsichtlich der Einzelbewegungen, der Bewegungsfolge und ihrer Koordinierung besonders harmonisch, natürlich und ausgeglichen erscheint. Sie kann erfahrungsgemäss von jedem in erforderlichem Maße geeigneten, geübten und voll eingearbeiteten Arbeiter auf die Dauer und im Mittel der Schichtzeit erbracht werden, sofern er die für persönliche Bedürfnisse und gegebenenfalls auch für Erholung vorgegebenen Zeiten einhält und die freie Entfaltung seiner Fähigkeiten nicht behindert wird.“

Die Leistung wird beispielsweise während einer Zeitstudie aus dem Vergleich der beobachteten Arbeitsleistung und der vorgestellten Bezugsleistung durch einen Zeitnehmer beurteilt. Daher kann die Normalleistung auch nicht aus der Durchschnittsleistung ermittelt werden.

## REFA-Methodenlehre
Die Normalleistung ist ein wesentliches Element der REFA-Methodenlehre zur Ermittlung von Sollzeiten und damit zentral in der Bestimmung von Soll-Arbeitsleistungen aber auch zur Bestimmung von realistischen Vorgabezeiten für die Kalkulation. Sie wird auch dann verwendet, wenn ein Unternehmen kein leistungsbezogenes Entgelt zahlt.
Mit der Einführung der Normalleistung in Verbindung mit den REFA-Arbeits- und Zeitstudien gelang es den nach dem Ersten Weltkrieg in Deutschland verbreiteten Vorbehalt der Arbeiter gegen Leistungslohn im Allgemeinen und Akkordlohn im Speziellen weitgehend zu beseitigen. Die „Normalleistung“ trat an die Stelle der tayloristischen Maximalleistung. Damit wirkten zwei Elemente:
- Der Anspruch des REFA, eine in allen Betrieben und Branchen einheitlich zu verwendenden Methodik zu verbreiten, koppelte die Leistungskomponente des Entgeltes von der oft so empfundenen „Meisterwillkür“ ab.
- Da die Normalleistung und der damit verbundene Leistungsgrad beurteilt und nicht geschätzt oder gar gemessen wird, bietet das Konzept einen gewissen Spielraum für Aushandlungsprozesse.

Mit diesen Eigenschaften wurden die REFA-Methoden und damit auch der Leistungslohn für die Gewerkschaften prinzipiell akzeptierbar. Zum breiten Einsatz im Rahmen einer systematischen Leistungswirtschaft kam die Methodik erst nach dem Zweiten Weltkrieg, ab den 1950er Jahren. In der Prosperität der 1970er Jahre offenbarte sich der Verhandlungsspielraum in der Normalleistung als Webfehler der Methode, dem man durch den verstärkten Einsatz von Systeme vorbestimmter Zeiten (SvZ) zu begegnen suchte.
Während in traditionellen Lohnbereichen bei den Beteiligten (Tarif- und Betriebsparteien sowie Arbeitswissenschaft) die REFA-Definition allgemein bekannt und akzeptiert ist, sind in neuerer Zeit Tendenzen außerhalb der Fachwelt zu beobachten, dem auch dort bekannten aber nicht mehr gekannten Begriffen wie Leistungsgrad und Normalleistung neue Bedeutungen zuzuordnen. Diese Tendenz erkennt man beispielsweise im Tarifvertrag für den öffentlichen Dienst, wo Normalleistung erheblich abweichend definiert wird.